# Laurențiu Buș
Laurențiu Cosmin Buș [laurenciu kosmin buš] (* 27. srpna 1987 Kluž, Rumunsko) je rumunský fotbalový záložník, který hraje v ruském klubu FK Jenisej Krasnojarsk.

## Klubová kariéra
S klubem FC Oțelul Galați vyhrál první rumunskou ligu (v sezóně 2010/11) a následně v červenci 2011 i rumunský Superpohár (po výhře 1:0 nad FC Steaua București). V utkání Superpoháru vstřelil vítězný gól.
V únoru 2013 přestoupil do ruského klubu FK Jenisej Krasnojarsk.

## Reprezentační kariéra
Laurențiu Buș reprezentoval Rumunsko v mládežnické kategorii do 19 let.